# Typhonia platyzona
Typhonia platyzona is een vlinder uit de familie van de zakjesdragers (Psychidae). De wetenschappelijke naam van de soort is, als Melasina platyzona, voor het eerst geldig gepubliceerd in 1905 door Edward Meyrick. De combinatie in Typhonia werd gemaakt in 2011 door Sobczyk.

## Type
- syntypes: 4 exemplaren
- instituut: BMNH, Londen, Engeland
- typelocatie: "Ceylon (Sri Lanka) Paradenyia and Galboda"